# Amita Bhose
Amita Bhose (n. 9 februarie 1933, Calcutta, India – d. 24 octombrie 1992, București, România) a fost un important eminescolog, prima traducătoare a lui Mihai Eminescu în Asia, în limba bengali, profesoară de bengali, sanscrită și civilizație indiană la Universitatea București (1972-1991), traducătoare și scriitoare.
Eminescu și India, Influența indiană asupra gândirii lui Eminescu - teza sa de doctorat susținută în 1975 la Universitatea București, având-o pe Zoe Dumitrescu Bușulenga ca îndrumătoare științifică - este una dintre lucrările sale de referință.

## Biografie pe scurt
Amita Bhose - prima traducătoare a lui Eminescu în Asia - 1969, cu volumul Eminescu: Kavita (Poezii).
Născută la Calcutta în 1933, absolventă a două facultăți în India - Facultatea de Chimie, Fizică și Matematică (1953) și Facultatea de Bengali-Engleză (1965) din cadrul Universității Calcutta, Amita Bhose descoperă cultura română în 1959, la Universitatea București, unde urmează un curs practic de limba română de doi ani. Poezia „Ce te legeni, codrule” din Manualul de limba română avea să-i schimbe viața, căci avea să se îndrăgostească de opera eminesciană. Reîntoarsă în India, în 1961, debutează în presă cu un articol despre receptarea lui Tagore în România iar din 1971, anul înscrierii la doctorat, cu tema „Influența indiană asupra gândirii lui Eminescu” va trăi la București, până la moarte, în 1992.
Prin studiile sale despre Eminescu se situează printre cei mai importanți eminescologi iar prin traducerile sale din română în bengali și din bengali în română a stabilit o punte de legătură între cele două culturi. 
A susținut cursuri practice de limba bengali și limba sanscrită la Universitatea București (1972-1991), a conceput  manuale de studiu pentru limbile respective (în limba română) și a susținut cursuri teoretice despre civilizația indiană.
Îndrumătoarea științifică a tezei de doctorat, publicată sub titlul „Eminescu și India” - Zoe Dumitrescu Bușulenga - nota:
„A slujit cultura română, cu inteligența și condeiul ei, mai mult decât, poate, mulți români.”
Biografia sa detaliată se află pe site-ul www.amitabhose.net

## Lucrări în limba română
- Eminescu și India, Editura Junimea, Iași, 1978, p. 176. Prefață de Zoe Dumitrescu-Bușulenga Lucrarea sa de doctorat Influența indiană asupra gândirii lui Eminescu, conducător științific Zoe Dumitrescu-Bușulenga, 1975)
- Proverbe si cugetari bengaleze, traducer din bengali, Editura Albatros, București, 1975
- Povestea prințului Sobur, culegere de basme indiene, traducere din bengali, Editura Ion Creangă, București, 1975
- Gramatica sanscrită mică, de Fr. Bopp, în calitate de colaborator al colectivului Eminescu, sub egida Muzeului Național al Literaturii Române, 1977
- Curs de limbă bengali la Universitatea București, 1977
- Scrisori rupte. O antologie de scrisori ale lui Rabindranath Tagore, Editura Univers, București, 1978
- Amita Bhose a redactat lucrări de sinteză; a tradus din bengali și sanscrită, iar unele din aceste traduceri au intrat in paginile unor cunoscute reviste culturale ale momentului, precum: Orizont, Ramuri, România literară, Convorbiri literare
- Dragostea încurcă, dragostea descurcă", după piesa lui Rabindranath Tagore "Ses reksa", scrisă in bengali, 1981
- Dicționarul bengali-român, de circa 15.000 cuvinte, Tipografia Universității București, 1985
- Manualul de limba bengali, Tipografia Universității București, 1988, Editura Cununi de stele, 2014
- Manualul de limba sanscrită, trei volume, Editura Cununi de stele
- Căruța de lut (Mrcchakatikam), de Sudraka (sec. II î.e.n.), una dintre cele mai reprezentative piese sanscrite. E prima traducere a piesei respective în română și prima traducere a unei piese din limba sanscrită în limba română, Editura Cununi de stele, 2015
- Radha și Krisna, de Chandidas, unul dintre cele mai frumoase și mai sensibile poeme de dragoste din literatura bengali, traducere din bengali, Editura Cununi de stele, 2009
- Natyasastra - tratat de artă dramatică, traducere din sanscrită, împreună cu Constantin Făgețan, Editura Cununi de stele, 2016
- Soarele din prima zi, poezii de R. Tagore, traducere din bengali, Editura Cununi de stele, 2011
- Amintiri, de R. Tagore, traducere din bengali, Editura Cununi de stele, 2015
- Cântecele dimineții, de R. Tagore, traducere din bengali, Editura Cununi de stele, 2015
- Inspirația lui Valmiki, piesă de teatru, de R. Tagore, traducere din bengali, Editura Cununi de stele, 2015
- Sergiu Al-George văzut de noi, indienii, Editura Cununi de stele
- De la Durga puja la lumea lui Kalidasa, emisiuni radiofonice, Editura Cununi de stele
- Dicționar de verbe sanscrit-român, Editura Cununi de stele
- Eminescu și limba sanscrită, Editura Cununi de stele
- Eminescu și Tagore, Editura Cununi de stele
- Cosmologia lui Eminescu, Editura Cununi de stele
- Proza literară a lui Eminescu și gândirea indiană, Editura Cununi de stele
- Maree indiană. Interferențe culturale indo-române, Editura Cununi de stele
- Dhammapada. Temelia legii. Învățăturile lui Buddha.

## Lucrări în bengali
- Amrao svapna dekhi (Și noi visăm), traducere în bengali din poezia română contemporană, Calcutta, 1968
- Cenasonar baire (În afara lumii cunoscute), jurnal de călătorie în România. La posturile de radio indiene, acest jurnal a fost considerat "cea mai bună carte despre o țară străină", Calcutta, 1968
- Eminescu: kavita (Eminescu: Poezii), prima traducere a lui Eminescu în Asia, în limba bengali, Calcutta, 1969
- Mattir Kutire (Bordeienii) de Mihail Sadoveanu, Editura Academiei Indiene de Litere (Sahitya Akademi), New Delhi, 1969
- Chutir khela, adaptare după Jocul de-a vacanța, de Mihail Sebastian, Calcutta, 1970
- Harano cithi, adaptare după O scrisoare pierdută, de I.L. Caragiale
- Punerea în scenă: Home Guard, o adaptare după O noapte furtunoasă, de I.L. Caragiale, 1969
- Alapinir alapani (Dialog intre femei), Calcutta, 1972
- Piesa de teatru: Iona, de Marin Sorescu, Editura Academiei Indiene de Litere , New Delhi, 1988
- Studiu comparativ și contrastiv al proverbelor române și indiene, 1992